# Vjacseszlav Vjacseszlavovics Csurko
Vjacseszlav Vjacseszlavovics Csurko (ukránul: В'ячеслав В'ячеславович Чурко; Ungvár, 1993. május 10. –) ukrán labdarúgó, a Zorja Luhanszk játékosa.

## Pályafutása
Vjacseszlav Csurko tizennégy éves korában került az ungvári Specializált Olimpiaitartalék-képző Gyermek-sportiskolából (SZDJUSOR) a FK Sahtar Doneck akadémiájára. 2012. augusztus 31-én a minél több játéklehetőség miatt kölcsönadták a Hoverla Uzshorodnak. Törökországban, egy ifjúsági válogatott találkozón lábát törte, így a szezon első felét ki kellett hagynia. A tavaszi idényben 13 bajnokin lépett pályára.
2013 nyarán Csurkót az Illicsivec Mariupol vette kölcsön. Első gólját az ukrán Premjer-ligában volt csapata, a Hoverla ellen szerezte. Gólját az autóbalesetben elhunyt Maicon Pereira emlékének ajánlotta. Két szezon alatt 32 bajnokin nyolcszor volt eredményes.
2015 júniusában a Metaliszt Harkivhoz adták kölcsön. 2016. február 3-án ugyancsak kölcsönbe a magyar Puskás Akadémia játékosa lett. Fél szezont követően az olasz Frosinonéhoz került, ahol tizenegy bajnokin lépett pályára. 2017 június 13-án visszatért Ukrajnába, a Mariupolhoz.